# Камен Донев
Камен Донев (болг. Камен Иванчев Донев; нар. 15 квітня 1971, Русе) — болгарський актор, режисер, драматург і хореограф.

## Біографія
Народився 15 квітня 1971 року в Русе.
У 1993 року закінчив Національну академію театру та кіномистецтва в класі професора Крикора Азаряна та Тодора Колева.
З 1994 по 2009 роках був актором в Театрі болгарської армії в Софії.
У 2000 та 2001 роках брав участь у болгарському телевізійному шоу «Вулиця» режисера Теді Москова.
На сьогоднішній день він зіграв понад 40 ролей у театрі та кіно та написав понад 30 драматичних творів. Брав участь у болгарських та міжнародних театральних фестивалях.
У листопаді 2006 роках була опублікована його книга «Всичко дотук — текстове за театър, кино и телевизия».